# Saison 2015-2016 du Chartres Métropole Handball 28
Maillots
Chronologie
Saison 2014-2015 Saison 2016-2017
La saison 2015-2016 du Chartres Métropole Handball 28 est la première du club en championnat de France de handball masculin.
L'ex-« Barjot » Pascal Mahé commence la saison sur le banc chartrain, son troisième exercice au club. L'effectif doit être revu en raison de plusieurs arrêts et la volonté d'apporter de l'expérience. Au socle performant composé de Molinié, Kieffer et Grahovac sont donc ajoutés les Ploquin, Pyshkin, Çelebi ou encore N'Diaye. En froid avec une partie du vestiaire et toujours sans avoir marqué de point en championnat au terme de la septième journée, Mahé est remplacé par Jérémy Roussel fin octobre.
En début de saison, étant le seul club à jouer sa première saison dans l'élite français, Chartres est logiquement prédis pour le lutte pour le maintien. Il joue aussi pour la première fois la Coupe de la Ligue, à laquelle aucune ambition de résultat n'est ajoutée, préférant intégrer le match de barrage à la préparation de pré-saison. En LNH, le club obtient son premier point lors de la huitième journée seulement alors que Roussel arrive comme entraîneur. Faute d'obtenir le maintien, les résultats s'améliorent avec deux matchs nuls et cinq victoires sous les ordres de celui-ci. Le CMHB 28 sauve sa fin de saison en ne terminant pas à la dernière place, laissée à Tremblay. En Coupe de France, le club réalise son meilleur parcours en se hissant jusqu'en quart-de-finale. Tombé face au Paris Saint-Germain, le club eurélien ne peut logiquement pas espérer plus.

## Avant-saison

### Objectif du club
Dans la continuité de sa montée en puissance depuis plusieurs saisons avant cet exercice 2015-2016, l'objectif premier du CMHB 28 est le maintien. Depuis 2008, une des deux formations accédant à la LNH ne peut s’y maintenir et retrouve le niveau inférieur dès la saison suivante. Pour autant, l'entraîneur Pascal Mahé ne se limite pas à éviter de faire l'ascenseur :

« On ne se singularisera pas en disant qu'on vise le maintien. Cela n'exclut pas le fait qu'on ait des ambitions. Il faut s'inscrire à long terme dans le haut niveau. Tenter de tenir tête le plus longtemps possible à des équipes qui nous sont supérieures et si ce n'est pas possible, on gardera nos forces face à des adversaires plus abordables. Il faudra qu'on mène des opérations commando ciblées. Mais il ne faut pas se raconter des histoires, on sait que face à certains, ce sera mission impossible. Nous avons l’objectif de nous maintenir, de finir douzièmes sur quatorze, mais l’ambition de faire un peu plus. »

— Pascal Mahé,
Le jeune demi-centre Robin Molinié confirme l'objectif de se maintenir en précisant les possibles adversaires directes :

« Le moment de vérité pour nous, c’est quand on va jouer contre Tremblay, Créteil, Ivry, Aix, toutes les équipes à qui on va devoir prendre des points.  Cesson va être un peu le révélateur. Il nous faudra prendre les points face aux équipes du bas de tableau. Il y a beaucoup de densité, on n’aurait pas le temps de se rattraper. »

— Robin Molinié,

### Transferts
Dès le mois d'avril 2015, avant de savoir qu'il monte en D1, le club commence à enregistrer les signatures de trois recrues. Martin Gaillard, élément phare de l'USM Saran (Nationale 1) est le premier à s'engager, rapidement suivi par le gardien ex-international français Yohann Ploquin. Quelques semaines plus tard, l'international et expérimenté pivot russe Alexander Pyshkin fait son arrivée. Une fois la montée acquise, début juin, Chartres accélère son recrutement pour tenter de se maintenir à l’échelon supérieur. L'arrière droit turc Can Çelebi apporte son vécu européen. Pas dans les plans du PSG Handball, Zacharia N'Diaye choisi de rebondir du côté du CMHB28. Le marché des transferts chartrain est bouclé par l'arrivée du demi-centre serbe Davor Čutura le 25 juin 2015.
Du côté des départs, quatre joueurs majeurs de l'effectif arrêtent leur carrière professionnelle sur cette montée en D1 : Sébastien Ostertag, Sébastien Mongin, Thibaut Karsenty et Sylvain Astruc. Seul Mongin quitte réellement le club, Karsenty occupe désormais le poste de manager général à temps plein tandis qu'Ostertag et Astruc deviennent éducateurs au club, respectivement salarié et entraîneur ponctuel des gardiens. Rudy Nivore, Marin Knez et Bandjougou Gassama ne sont pas prolongés.
« Un des souhaits au niveau du recrutement est d’apporter des éléments d’expérience au club » explique l’entraîneur Pascal Mahé. « Des gens comme Zacharia N’Diaye, Yohann Ploquin et Davor Cutura, le demi-centre de l’équipe de Serbie, rentrent dans ce cadre ». Ceci afin de créer une harmonie, une juste balance entre une jeunesse dynamique symbolisée par Maxime Arvin-Berod et Louis Roche et des éléments pour les encadrer, après les départs conjugués de Sylvain Astruc, Sébastien Mongin et Thibaut Karsenty.
| Nom                | Poste          | Durée/Raison   | Provenance/Destination          |
| ------------------ | -------------- | -------------- | ------------------------------- |
| Arrivées           |                |                |                                 |
| Louis Roche        | Pivot          | 2 ans          | Chartres MHB 28                 |
| Martin Gaillard    | Ailier gauche  | 2 ans          | USM Saran (N1)                  |
| Yohann Ploquin     | Gardien de but | 3 ans          | Pays d'Aix UCH (LNH)            |
| Alexander Pyshkin  | Pivot          | 2 ans          | Saint-Pétersbourg HC (D1 russe) |
| Can Çelebi         | Arrière droit  | 1 an           | RK Nexe (D1 croate)             |
| Zacharia N'Diaye   | Défenseur      | 3 ans          | Paris Saint-Germain (LNH)       |
| Davor Čutura       | Demi-centre    | 1 an           | Al Quiyad (Qatar)               |
| Départs            |                |                |                                 |
| Sébastien Ostertag | Ailier gauche  | Retraite       | Éducateur jeunes                |
| Sébastien Mongin   | Demi-centre    | Fin de contrat | US La Crau                      |
| Thibaut Karsenty   | Ailier gauche  | Retraite       | Manager général                 |
| Sylvain Astruc     | Gardien de but | Fin de contrat | US La Crau                      |
| Rudy Nivore        | Pivot          | Fin de contrat | ES Nanterre                     |
| Marin Knez         | Arrière        | Fin de contrat | Red Boys Differdange            |
| Bandjougou Gassama | Arrière        | Fin de contrat | CO Vernouillet                  |

En décembre, Gaillard est prêté au Limoges Hand 87. Peu utilisé par Mahé, il l'est davantage par Roussel qui décide tout de même le laisser aller gagner du temps de jeu en ProD2. Il reste lié au club jusqu'en 2017. Fin janvier, Thomas Capella rejoint Istres Provence Handball, pour la deuxième partie de l’exercice 2015-2016 et la course à l’accession à la LNH.
| Nom             | Poste         | Raison    | Destination     |
| --------------- | ------------- | --------- | --------------- |
| Départs         |               |           |                 |
| Martin Gaillard | Ailier gauche | prêt      | Limoges (ProD2) |
| Thomas Capella  | Arrière droit | transfert | Istres (ProD2)  |

### Préparation
Lors de sa préparation le CMHB 28 joue contre plusieurs futurs adversaires de D1 dont le Paris SG (défaite 33-21) et Dunkerque (défaite 17-28), jamais avec l'effectif au complet. « Cela nous a remis les idées en place. Mais je ne suis pas inquiet, déjà parce que contre Paris avec pas mal d'absents et non des moindres, nous n’avons pas été ridicules et parce qu’il nous reste encore quelques jours avant le 1er match de LNH à Montpellier » déclare Robin Molinié.
Entre ses deux matchs, pour sa troisième semaine de préparation, le groupe part en stage à Cherbourg où il affronte à deux reprises le JSC. Dans la première rencontre d'entraînement, séquencée en trois périodes de vingt minutes, les Euréliens joue en mode diesel. Ils sont même menés de quatre ou cinq buts avant de l'emporter finalement 23-26. Ceux qui n'ont pas été alignés vendredi face au PSG, jouent tous vingt minutes. Can Çelebi et Yohann Ploquin font leurs débuts sous le maillot chartrain, tandis que Sergey Kudinov (genou) et Maxime Arvin-Berod (cheville) font leur reprise. La seconde rencontre est remportée plus largement (19-26).
Pour l'entraîneur Pascal Mahé, le match de barrage de Coupe de la Ligue à Tremblay fait partie de la préparation : « Il s'inscrit dans la préparation et ne revêt pas un caractère d'urgence. Mais on va le prendre avec gourmandise »,. Avec encore quelques absents et en faisant tourner l'effectif en seconde mi-temps, les Chartrains s'inclinent (29-25).
| Date                | Compétition               | Adversaire(s)             | Lieu                | Score |
| ------------------- | ------------------------- | ------------------------- | ------------------- | ----- |
| Vendredi 24 juillet | Reprise des entraînements | Reprise des entraînements | Chartres            | -     |
| Vendredi 7 août     | Match amical              | Paris SG                  | Paris               | 32-21 |
| Mardi 11 août       | Match amical              | JS Cherbourg              | Cherbourg           | 23-26 |
| Jeudi 13 août       | Match amical              | JS Cherbourg              | Cherbourg           | 19-26 |
| Lundi 17 août       | Match amical              | Dunkerque HGL             | Chartres            | 17-28 |
| Samedi 22 août      | Tournoi                   | US Créteil                | Saint-Cyr-sur-Loire | 26-29 |
| Dimanche 23 août    | Tournoi                   | Massy                     | Saint-Cyr-sur-Loire | 25-29 |
| Mercredi 26 août    | Coupe de la Ligue         | Tremblay                  | Tremblay-en-France  | 29-25 |
| Dimanche 30 août    | Match amical              | Angers                    | Chartres            | 27-24 |

## Compétitions

### Championnat
L'édition 2015-2016 de Division 1 est la soixante-quatrième édition de cette compétition et la vingt-neuvième édition depuis que la dénomination de Division 1 a été posée. Quatorze clubs participent à cette édition, les douze premiers du précédent championnat ainsi que le champion de France de ProD2 2014-2015 (US Ivry) et le vainqueur des barrages d'accession en division 1 (Chartres MHB28).

#### Premier quart catastrophique - journées 1 à 7
| J.                                              | Rencontre      | Rencontre | Rencontre     | Place   |
| ----------------------------------------------- | -------------- | --------- | ------------- | ------- |
| 1                                               | Montpellier HB | 31-25     | CMHB 28       | 14e (0) |
| 2                                               | CMHB 28        | 23-25     | Cesson Rennes | 14e (1) |
| 3                                               | Fenix Toulouse | 29-22     | CMHB 28       | 14e (2) |
| 4                                               | CMHB 28        | 20-32     | Paris SG      | 14e (2) |
| 5                                               | US Ivry        | 34-29     | CMHB 28       | 14e (3) |
| 6                                               | Chambéry SMBH  | 34-24     | CMHB 28       | 14e (4) |
| 7                                               | CMHB 28        | 27-29     | HBC Nantes    | 14e (4) |
| Légende : ( ) = écart en point sur le douzième. |                |           |               |         |

Le Chartres MHB 28 commence le championnat chez le vice-champion de France, Montpellier. La formation du CMHB joue décomplexée (4-8, 11e). Emmenée par Borut Oslak (6 buts), et des ailiers efficaces, Kieffer (6) et Arvin-Berod (4), Chartres tient la dragée haute, avant de marquer le coup juste avant la pause (13-11, MT). Au retour des vestiaires, dans le sillage de Dragan Gajic (11/12), les Montpelliérains creusent rapidement l’écart dès le début du second acte (18-13, 36e). Les locaux s’imposent finalement 31 à 25.
Pour la 2ème journée de D1, Chartres reçoit Cesson-Rennes. Les Bretons défendent bien, Chartres ne trouve pas de solution et sous l'impulsion de Maxime Derbier prennent jusqu'à 2 longueurs d'avance (6-8, 18e). Mais pour leur première à domicile, les Chartrains resserrent les rangs en défense et reviennent dans le match. Les Cessonnais butent en attaque ce qui permet à leurs adversaires d'égaliser et même de passer devant au score (12-11, MT). Tout le match est serré, les deux formations se rendent coup pour coup. Il faut attendre les 5 dernières minutes pour que les Rose et Bleu repassent devant et s'imposent 23-25.
Malgré deux défaites, les Chartrains se rendent à Toulouse après deux matchs satisfaisants. L’entame toulousaine rassure immédiatement avec un gardien (plus de 50 % d’arrêts) et des buteurs efficaces, mais Chartres recolle en fin de première mi-temps (15-12, MT). Le second acte est similaire avec une prise d'avance sudiste (21-15, 42e) rattrapée ensuite par les Chartrains (23-20, 51e). Mais les locaux accélèrent et assure rapidement l’essentiel (29-22, SF).

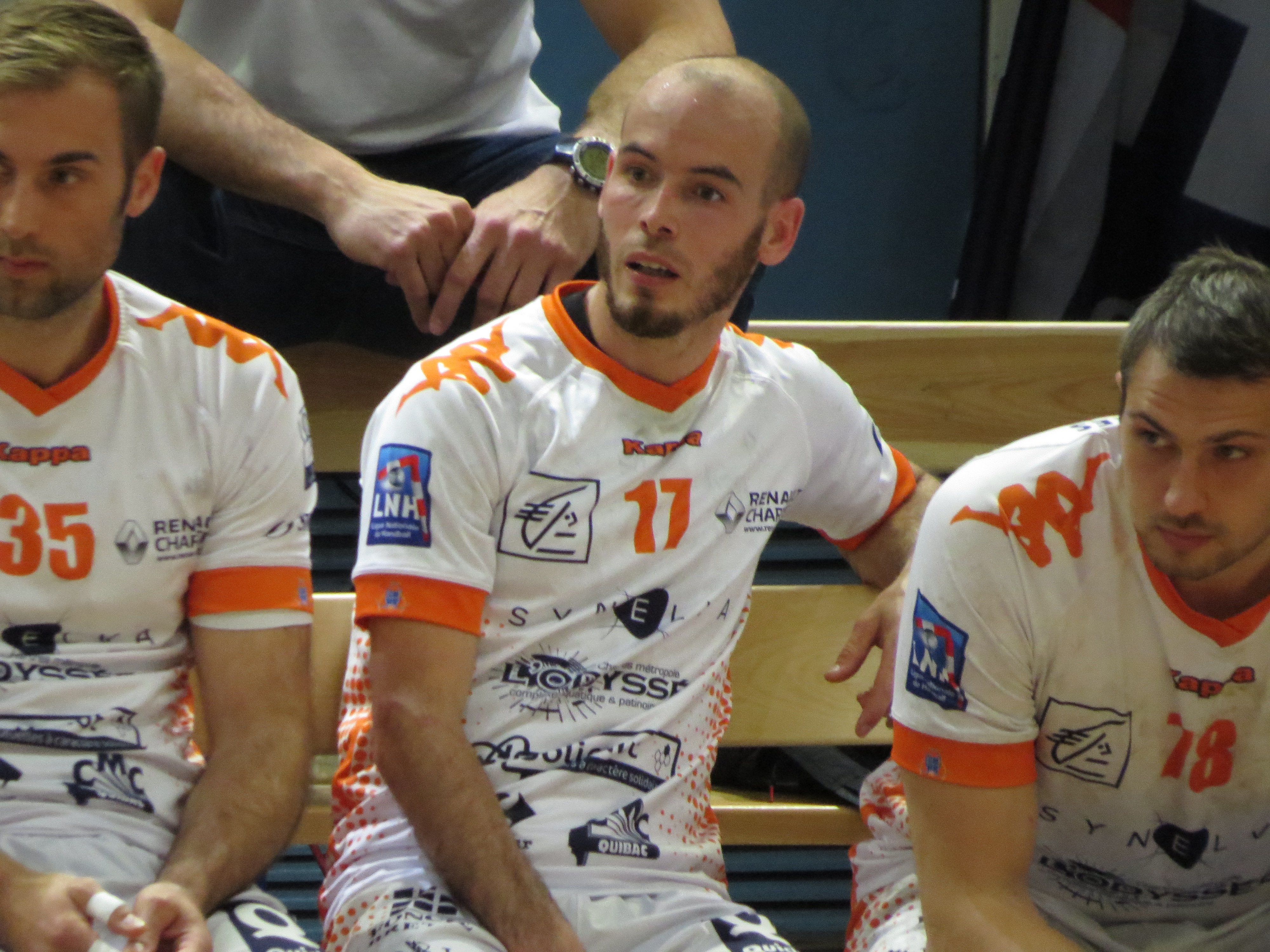
Kieffer est une des seules satisfactions du CMHB 28 en début de saison.

Pour le compte de la quatrième journée, Chartres reçoit le Paris SG. Thierry Omeyer met les attaquants chartrains en échec. Il n’y a que Oslak et Louis Roche pour trouver la solution, insuffisant pour empêcher le PSG de rentrer aux vestiaires avec huit buts d’avance (10-18, MT). Les premiers instants de la seconde période sont encourageants avec des arrêts de Yohann Ploquin et de la percussion de Robin Molinié. Pascal Mahé a ensuite le loisir de faire tourner son effectif et de lancer son pivot russe Alexander Pyshkin, auteur d’une bonne entrée. Le score final est lourd (20-32).
Une semaine plus tard, dans le duel de mal-classés, Ivry sort vainqueur. Pourtant, profitant des quelques maladresses adverses, les partenaires de Kieffer (12 buts) creusent rapidement l’écart (1-6, 8e). Les Val-de-Marnais grappillent ensuite progressivement leur retard (8-11, 19e). De son côté, le CMHB 28 ne baisse pas en intensité et reste aux commandes à la pause (12-15, MT). Au retour des vestiaires, plus appliqués à la finition et grâce à une défense étagée efficace, les locaux infligent un 5-0, leur permettant de virer en tête dès la 40ème (21-19). Le second acte est totalement maitrisé par les Rouges et Noirs (34-29, score final).
Avant le match contre Chambéry, Paillasson et Monnier rejoignent Cherblanc, et N’Diaye à l’infirmerie. Contre les Savoyards, Ploquin s'y ajoute rapidement. Matulić signe un 5/5 en 15 minutes qui fait décoller les Savoyards (13-5 ; 15e). Chartres pour autant ne se rend pas sans combattre et propose un jeu à sept joueurs sur le champ, sans gardien, efficace. Le score s’équilibre sur les 15 dernières minutes du premier acte (19-12, MT). Le CMHB 28 se heurte ensuite à la solidité adverse qui ne laissent aucun intervalle. Malgré la défaite (34-24, SF), Molinié finit meilleur marqueur de la rencontre (8/13).
Comme la semaine précédente, Chartres rate son entame de match contre Nantes. Le CMHB28 doit patienter plus de huit minutes avant de marquer alors que les Nantais prennent le large (0-5). L'écart se stabilise, Chartres jouant sans gardien (8-13, 24e). Mais la fin de première période est pénible pour le promu eurélien et le « H » rentre aux vestiaires avec de la marge (10-17, MT). Il compte ensuite jusqu'à huit longueurs d'avance (14-22, 39e), puis la physionomie du match s'inverse. Le CMHB28 aligne un 4-0 (18-22, 42e) puis continu son effort (25-27, 55e). Mais avec trois occasions de revenir à une unité ratées, Chartres voit la victoire s'envoler (27-29, SF).
Après sept journées, le club chartrain n'a toujours pas pris le moindre point en championnat. Aucun match n'est fait en entier malgré de bonnes périodes à chaque échéance. L'entraîneur Pascal Mahé ne survit pas à ce début de saison raté et est écarté après cette septième défaite.

#### Progrès avec le changement d'entraîneur - journées 8 à 14
| J. | Rencontre       | Rencontre | Rencontre      | Place |
| -- | --------------- | --------- | -------------- | ----- |
| 8  | Dunkerque       | 29-29     | CMHB 28        | 14e   |
| 9  | CMHB 28         | 22-24     | St-Raphaël VHB | 14e   |
| 10 | USAM Nîmes Gard | 34-27     | CMHB 28        | 14e   |
| 11 | CMHB 28         | 25-31     | Tremblay FHB   | 14e   |
| 12 | Pays d'Aix UC   | 37-24     | CMHB 28        | 14e   |
| 13 | CMHB 28         | 28-28     | US Créteil     | 14e   |
| 14 | Paris SG        | 33-25     | CMHB 28        | 14e   |

Chartres se présente à Dunkerque toujours amputé de nombreux joueurs (N'Diaye, Cutura, Ploquin, Çelebi et Cherblanc) et avec à sa tête Jérôme Delarue, ancien adjoint de Pascal Mahé. Après un début de match équilibré (7-8, 15e), les Nordistes encaissent un 5-0 initié par Molinié (7-12, 19e). À la mi-temps, les Chartrains rejoignent les vestiaires avec une avance de trois buts (13-16, 30e). L'USDK revient motivé et se rapproche (17-18, 33e) et passe devant au score (22-20, 40e), avant de creuser un premier écart important (27-22, 47e). Puis, l'USDK déjoue et le jeune Prévost se met en valeur dans le but chartrain (28-28, 53e). La fin du match voit l'échec des attaques (28-28, SF).
Après une trêve internationale, le CMHB reçoit Saint-Raphaël. Après un envol précoce des Chartrains (5-2, 7e), les visiteurs réussissent à revenir pour revenir à égalité à la pause (12-12, MT). En n’encaissant que quatre buts en quinze minutes au retour des vestiaires, les Sudistes prennent de l'avance (16-21, 44e), avant que Grahovac ne remette les siens dans le sens de la marche. Mais Chartres perd deux ballons d’égalisation à 22-22 à l’entrée des dix dernières minutes. Deux ballons joués rapidement, récupérés et transformés par les Varois (22-24, SF).
Lors du déplacement à Nîmes, malgré le bon début de match du portier chartrain Grahovac (13 arrêts en première période), les Nîmois mènent au quart d'heure de jeu. Les visiteurs ont alors besoin d'un temps mort, par manque de solutions offensives. En fin de période, les locaux sont moins bien et encaissent quatre buts d'affilée, avant de repartir dans les vestiaires avec une seule longueur d'avance (13-12, MT). En seconde partie de match, Grahovac n'a pas la même réussite. Les Chartrains ratent deux penaltys avant que les Nîmois prennent un avantage de neuf buts. Une dixième journée de championnat qui s'achève sur le score de 34 à 27.

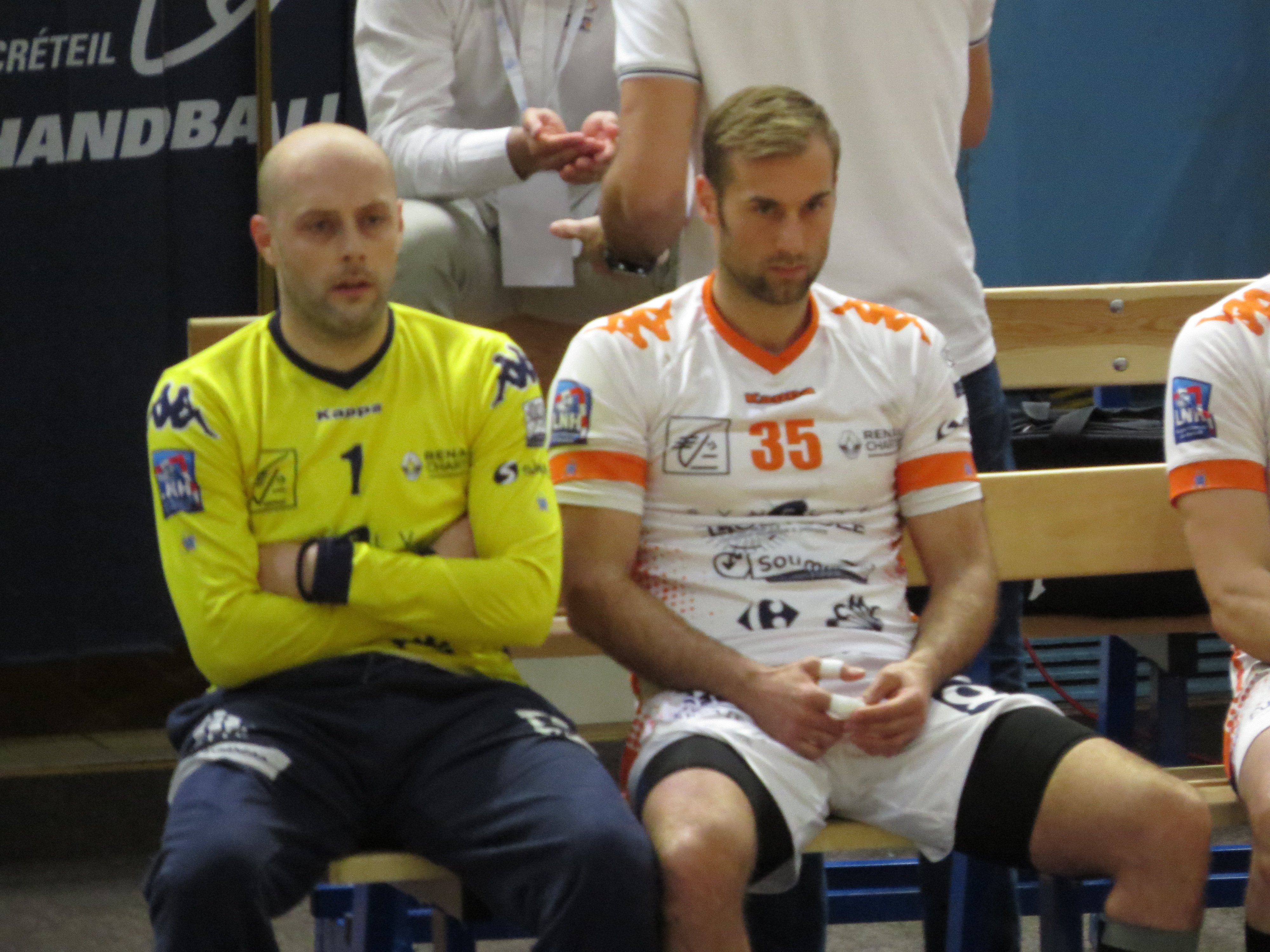
Grahovac fait partie des joueurs à l'origine du renouveau chartrain.

Pour la 11e journée, Chartres reçoit son adversaire direct et autre relégable, Tremblay. En première période, Grahovac monte le niveau dans sa cage pour permettre aux siens de rentrer aux vestiaires avec un seul but de retard (12-13, MT), puis en début de seconde mi-temps. Rapidement menés de quatre buts (13-17, 33e), et pourtant privés de leur défenseur Zacharia N’Diaye, exclu pour trois fois 2 minutes, les hommes de Delarue reviennent une nouvelle fois (19-19, 39e), avant de lâcher définitivement (25-31, SF). Mladen Bojinović joué un rôle décisif dans la victoire des siens avec quatorze buts, dont huit en seconde période.
Lors du match à Aix, le CMHB subi d'entrée de jeu (9-4, 13e). Les Chartrains sont à la peine, l’écart s’installe et augmente (15-7, 25e). Kudinov, Pyshkin et Monnier, côté Chartres tentent de tenir tête à Guillard et Candau mais le dernier pénalty réussi par le Jérôme Fernandez fait tourner Aix avec un gros avantage de +9 (19-10, MT). De retour, les Chartrains restent accrocheurs et, aidés des arrêts de Ploquin, reviennent à -8 (26-18, 45e). Chartres tente de revenir mais en vain (37-24, SF).
Pour son premier match à la tête de Chartres, Jérémy Roussel arrache le deuxième point du promu face à Créteil. En retard à la pause (16-17, 30e), les Chartrains, portés par Kieffer (6 buts) et Grahovac (10 arrêts à 36 %), croit même tenir leur première victoire après un but signé Cutura à neuf secondes de la fin. Mais ce sont finalement les Cristoliens qui vont sauvent les meubles au buzzer. Chartres, toujours dernier, revient à deux points de Tremblay.
Pour la dernière journée avant la trêve hivernale, le CMHB se déplace chez le champion de France en titre parisien. Sans vraiment forcer, le PSG conclut son année 2015 avec un succès facile. Les Parisiens jouent sur un faux-rythme jusqu’à la pause (17-11), avant de gérer l’écart dans le deuxième acte, grâce notamment au bras de Mikkel Hansen (8 buts) et à l’efficacité d’Igor Vori à six mètres (7 buts). Les Chartrains terminent l'année 2015 derniers du classement avec deux points, deux unités derrière Tremblay.

#### Les premiers succès - journées 15 à 20
| J. | Rencontre      | Rencontre | Rencontre       | Place |
| -- | -------------- | --------- | --------------- | ----- |
| 15 | CMHB 28        | 24-21     | USAM Nîmes Gard | 14e   |
| 16 | St-Raphaël VHB | 29-25     | CMHB 28         | 14e   |
| 17 | CMHB 28        | 25-26     | Dunkerque HGL   | 14e   |
| 18 | CMHB 28        | 20-28     | Pays d'Aix UC   | 14e   |
| 19 | Tremblay FHB   | 33-36     | CMHB 28         | 14e   |
| 20 | HBC Nantes     | 38-31     | CMHB 28         | 14e   |

Après un match nul contre Créteil à domicile avant la trêve et surtout, la victoire en Coupe de France à Nîmes où peu gagnent durant cette saison, Chartres affronte les Gardois quatre jours plus tard en championnat. Les Chartrains ne perdent pas pied en première période quand ils sont menés de cinq buts (8-13, 25e) et refont petit à petit leur retard en début de seconde période. Avec de l’intensité en défense et un Grahovac imbattable dans les quinze dernières minutes. En n’inscrivant aucun but en onze minutes (18-19, 45e puis 24-19, 56e), l’USAM permet à ses adversaires de s’envoler vers leur premier succès de la saison. Après quinze journées, Chartres décroche sa première victoire de la saison face à Nîmes hier soir (24-21).
Regonflé par trois victoires consécutives (deux en coupe de France puis une en championnat), Chartres donne du fil à retordre à Saint-Raphaël. Le second du classement qui a eu toutes les peines du monde à disposer de la lanterne rouge. En retard à la pause (11-13, 30e), les hommes de Joël Da Silva doivent cravacher pour empocher les deux points, bien aidés par les parades de Slavisa Djukanovic (20 arrêts à 45 %), et les cinq buts d'Alexander Lynggaard. Les Chartrains, malgré la défaite, peuvent s’appuyer sur leur performance pour continuer à jouer les poils à gratter sur cette deuxième partie de saison.

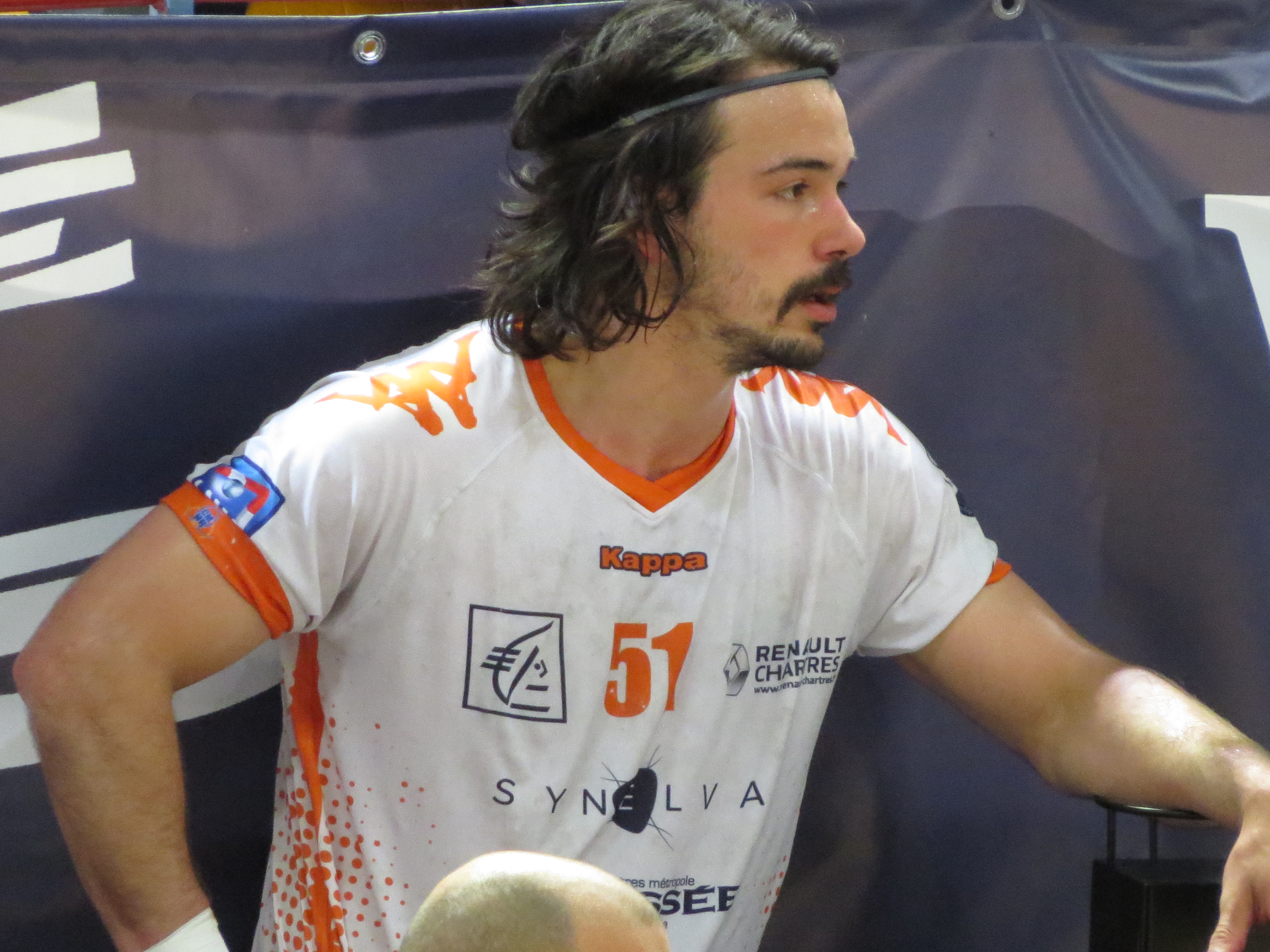
Roche monte en puissance pour la phase retour.

Lors de la 17e journée et la réception de Dunkerque, Chartres est dominé par des visiteurs bien partis dans le match. Menant de quatre buts après dix minutes de jeu (2-6, 10e), provoquant le carton rouge direct du pivot chartrain Louis Roche, les Dunkerquois s'endorment (13-14, MT), avant de se faire rejoindre, puis même dépasser (19-17, 46e). La faute à un réalisme défaillant et à un Yohann Ploquin en chaleur dans ses cages. Dunkerque l’emporte sur la plus petite des marges (25-26, SF).
Pour la 18e journée, Chartres reçoit Aix, dont la dernière victoire remonte au match aller trois mois auparavant. Jérôme Fernandez et ses coéquipiers ont toujours un coup d’avance sur leurs adversaires. Grâce à sa défense et aux montées de balle éclairs d’Yvan Gérard, Aix passe un 6-1 à Chartres avant la pause, pour creuser un trou qui devient irrémédiable (6-12, 27e), d’autant plus que Sylvain Kieffer est expulsé pour avoir envoyé son pénalty au visage d’Ole Erevik. Au retour des vestiaires, Chartres retrouve de son lustre et secoue une équipe d’Aix assoupie. Quelques arrêts de Grahovac, deux ou trois sagaies de la paire Çelebi-Molinié et les locaux ne pointent plus qu’à deux longueurs (15-17, 41e). Malheureusement pour eux, leur série s’arrête là et ils laissent même filer la fin de match, de nouveau en échec face à une défense aixoise retrouvée (20-28, SF).
Dans le duel de fond de classement entre les deux derniers, Tremblay reçoit Chartres. En tête à la fin de la première période (20-18, 30e), les hommes de David Christmann cèdent dans le money-time (31-32, 56e). Les Chartrains d’un Maxime Arvin-Berod efficaces (7 buts) recollent à la treizième place de leurs adversaires du soir.
À Nantes, Chartres prend les commandes au quart d’heure de jeu grâce à Arvin-Berod (5 buts et 100 % de réussite au pénalty) et sa troupe. Les esprits remis en place, le HBCN retrouve les vestiaires avec sérénité. Roussel voit son groupe buter sur la rudesse de la défense locale : Roche bien tenu, Pyschkin parvient à trouver quelques solutions, mais le CMHB voit les Violets prendre le large par Rivera et Camarero (38-31, SF).

#### Dernières victoires en vain - journées 21 à 26
| J.                                              | Rencontre     | Rencontre | Rencontre      | Place   |
| ----------------------------------------------- | ------------- | --------- | -------------- | ------- |
| 21                                              | CMHB 28       | 27-33     | Montpellier HB | 14e     |
| 22                                              | CMHB 28       | 30-25     | US Ivry        | 13e (6) |
| 23                                              | US Créteil    | 39-35     | CMHB 28        | 13e (7) |
| 24                                              | CMHB 28       | 24-23     | Fenix Toulouse | 13e (5) |
| 25                                              | Cesson Rennes | 25-29     | CMHB 28        | 13e (3) |
| 26                                              | CMHB 28       | 18-34     | Chambéry SMBH  | 13e (5) |
| Légende : ( ) = écart en point sur le douzième. |               |           |                |         |

Dans le dernier quart du championnat, Montpellier s’accroche et s’impose du côté de Chartres. Les Héraultais ne tremblent pas vraiment pour disposer d’une équipe chartraine batailleuse (27-33, SF). Avec ce résultat, les Euréliens continuent de pointer à la dernière place.
Pour le compte de la 22e journée, Chartres reçoit Ivry alors premier non-relégable. Après une première période équilibrée (13-12, MT), les locaux font la course en tête à la suite d’un 4-0 inscrit à la sortie des vestiaires (17-13, 34e). Et quand Ivry se fait plus pressant en fin de match, Sergey Kudinov et Can Çelebi enfoncent le clou (30-25, FM). Chartres remporte sa troisième victoire de la saison. Les Val de Marnais restent donc sous la menace de leurs adversaires dans la course pour le maintien. C’est certainement le genre de matchs qui donne des regrets aux Chartrains une fois la saison finie. Un de ceux où on se rend compte qu’ils ont sûrement le niveau pour rester à l’étage supérieur.

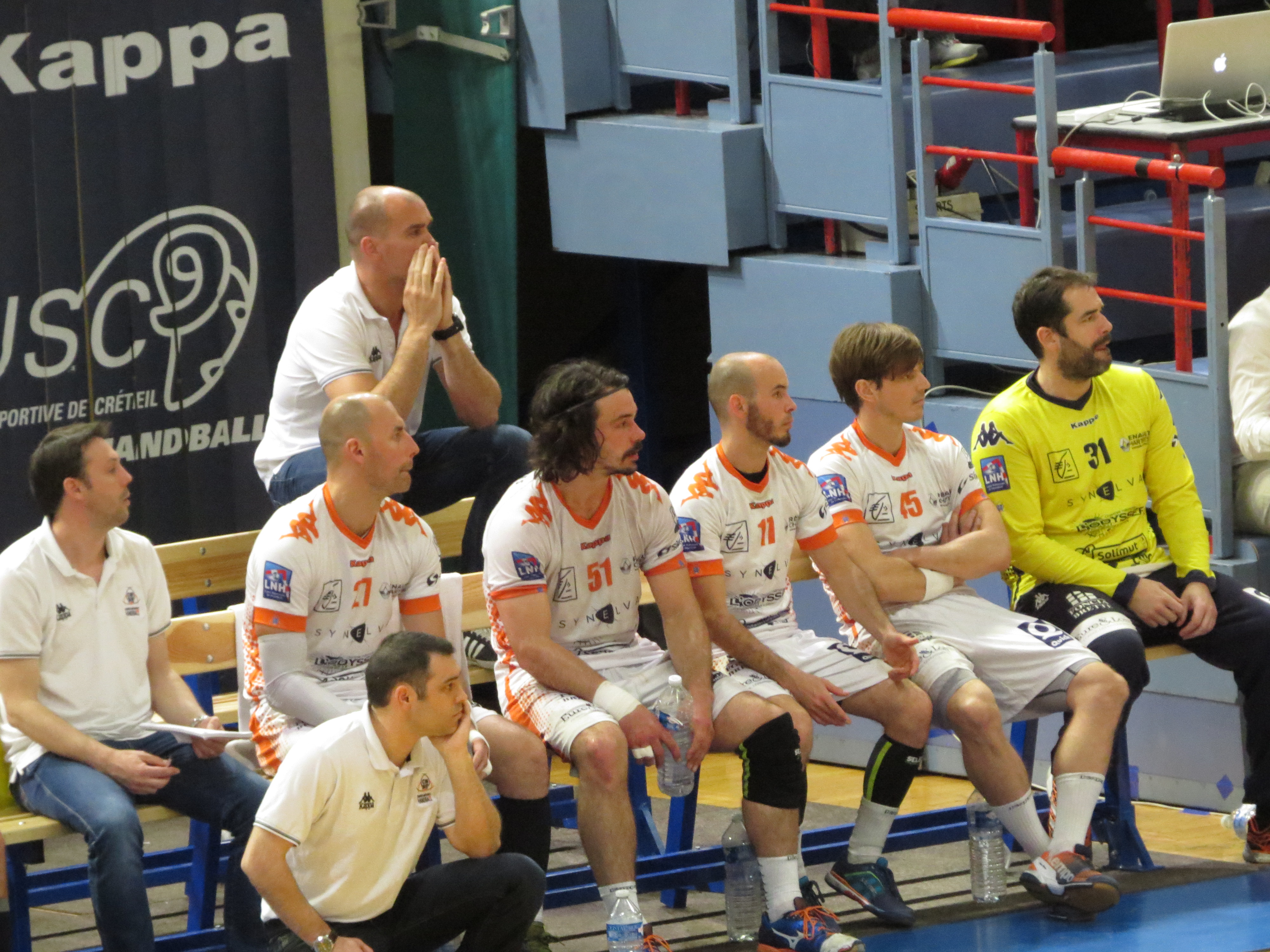
Le banc à Créteil lors de la, qui signe la relégation du club.

Le CMHB 28 se déplace ensuite à Créteil. Dans une rencontre prolifique, avec ses 74 buts marqués, Créteil doit cravacher pour l’emporter face à une équipe de Chartres qui joue son va-tout pendant soixante minutes. Une défaite, et les Euréliens sont assurés de descendre en ProD2 la saison suivante. L'équipe sort la tête haute avec Can Celebi, auteur d’un début de match tonitruant, Robin Molinié, qui prend sa relêve par la suite. Leur défaite se joue à peu, un éclat en fin de première période, un 4-11 encaissé entre la 22ème et la 36ème minute (15-15, 26-19) qu’ils ne sont jamais capables de remonter. La remontée chartraine, jusqu’à trois buts d’écart à un quart d’heure de la fin (30-27, 46e) est insuffisante. Créteil s’impose 39-35 face à un Chartres désormais relégué.
Chartres engrange la quatrième victoire de sa saison, ce mercredi, face à Toulouse. En tête à la pause (14-12, 30e), les Chartrains laissent le Fenix de Valentin Porte, ancien de la maison, reprendre les commandes (22-23, 57e), avant de laisser Robin Molinié inscrire le penalty de la victoire, à 45 secondes du terme. Avec cette victoire, les hommes de Jérémy Roussel confortent leur 13e place, trois longueurs devant Tremblay, la lanterne rouge.
Pour son dernier match de la saison à domicile, Cesson reçoit le nouveau relégué Chartres. Les Bretons sont dans l’émotion, alors que cinq joueurs font leurs adieux au Palais des sports. Si Cesson commence bien la partie (3-1, 6e), Grahovac entre rapidement dans le match avant que Louis Roche ne donne l’avantage à Chartres (4-5, 11e). Les choses ne s’arrangent cependant pas : deux grosses erreurs défensives des locaux permettent à Chartres de prendre trois buts d’avance avant d'infliger un 6-0 à des Cessonnais amorphes (7-14, 29e). Entre la sixième minute (4-2) et la mi-temps (8-15), Cesson ne marque que quatre buts en 24 minutes. Face à une défense bretonne plus agressive au retour des vestiaires, Chartres ne se démonte pas et un nouveau sept mètres de Robin Molinié donne huit buts d’avance aux visiteurs (11-19, 38e). Cesson réussit quand même à trouver les ressources pour revenir dans la partie et n’est plus qu’à deux buts de son adversaire (24-26, 57e) mais Chartres s’impose logiquement (25-29, SF).
Pour la dernière journée, Chambéry confirme sa cinquième place au classement à la faveur de sa victoire à Chartres. Les hommes d’Ivica Obrvan étouffent rapidement leur adversaire, inoffensif sur la première période (5-17, 30e). Les Chartrains manque leur sortie (18-34, SF).

#### Classement final et statistiques
|           | Class. | Cl Att | Cl Def | V | N | D  | Bp  | Bc  | Diff |
| Général   | 13e    | 14e    | 12e    | 5 | 2 | 19 | 674 | 784 | -110 |
| Domicile  | -      | -      | -      | 3 | 1 | 9  | 313 | 359 | -46  |
| Extérieur | -      | -      | -      | 2 | 1 | 10 | 361 | 425 | -64  |

Le Chartres MHB 28 termine le championnat à la treizième place avec 5 victoires, 2 matchs nuls et 19 défaites. Le club chartrain fait partie des deux clubs à avoir connu le moins de succès avec Tremblay mais connait un revers en moins lors du championnat. Une victoire rapportant deux points et un match nul un point, le CMHB totalise 12 points soit cinq de moins que Payx d'Aix qui se maintient en Division 1.
Les Chartrains possèdent la plus mauvaise attaque du championnat avec 674 buts marqués, la troisième moins bonne défense devant Tremblay et Créteil en encaissant que 784 buts, et la pire différence de buts. Sur les 26 journées du championnat, le CMHB28 apparaît à chaque fois comme relégable, toujours dernier sauf lors des cinq dernières journées où il double Tremblay.
Extrait du classement de D1 2015-2016
|                          | Équipe                      | Pts | J  | G | N | P  | Bp  | Bc  | Diff |
| ------------------------ | --------------------------- | --- | -- | - | - | -- | --- | --- | ---- |
| 11                       | US Ivry                     | 19  | 26 | 8 | 3 | 15 | 697 | 765 | -68  |
| 12                       | Pays d'Aix UCH              | 17  | 26 | 6 | 5 | 15 | 734 | 779 | -45  |
| 13                       | Chartres MHB 28             | 12  | 26 | 5 | 2 | 19 | 674 | 784 | -110 |
| 14                       | Tremblay-en-France Handball | 11  | 26 | 5 | 1 | 20 | 725 | 811 | -86  |
| Relégation en Division 2 |                             |     |    |   |   |    |     |     |      |

### Coupe de France
Comme les autres clubs de première division, le CMHB fait son entrée en Coupe de France pour le 5e tour (16e de finale) à la faveur d'un tirage par secteur géographique avec protection des clubs de D1. Les Chartrains héritent du club Normand de l'ESM Gonfreville l'Orcher qui évolue en Nationale 1 (D3) et sort le JS Cherbourg (Pro D2) lors du 4e tour. Chartres l'emporte sur une courte victoire (29-21).
Pour les huitième-de-finale, premier match officiel de l’année 2016 pour les deux équipes, Chartres à Nîmes. Au Parnasse, que seul Dunkerque est parvenu à conquérir depuis le début de la saison. Les joueurs de Jérémy Roussel font le rythme dans le début de rencontre (1-4, 7e). Ils peuvent s’appuyer sur un bon Nebjosa Grahovac qui fait les arrêts dans son but (16 au total). Avec des arrières en réussite, les Chartrains font monter la défense gardoise qui devient plus agressive. Cela leur permet de récupérer les ballons de mener à la pause (14-12, MT). En seconde période, les Chartrains recollent au score. Leur gros effort défensif leur permet de passer devant. Ils trouvent Louis Roche qui ne manque aucune de ses occasions. Même si à quatre minutes du terme, rien n’est fait, Chartres met le coup d’accélérateur au moment opportun. Nîmes n’y arrive plus et cela profite à Chartres qui termine en beauté et continue son aventure en Coupe de France (26-30, SF).
Pour les quarts de finale, meilleur parcours de l'histoire du club, il reçoit le Paris Saint-Germain qui survole alors la Division 1. Venu avec l'ensemble de ses stars, le PSG pose vite empreinte sur le match, à l'image d'un Thierry Omeyer concentré dans sa cage (16 arrêts à 48 %) et d'un Luc Abalo incisif sur son aile droite en début de rencontre (5/7). Après un gros quart d'heure, l'écart est déjà fait (4-11). Les Euréliens retrouve du souffle à l'approche de la pause. Nebojsa Grahovac, dans la lignée de ses dernières prestations en championnat, repousse chaque tentative parisienne tandis que Maxime Arvin-Berod bonifie quelques ballons d'attaque pour réduire la marque. À la pause, les Chartrains comptent quatre buts de retard (10-14, MT). Mais à la sortie des vestiaires, tous les ballons perdus en attaque (16) offrent autant de munitions aux Parisiens, qui multiplient les séquences de jeu rapide. Samuel Honrubia est efficace (6/7) et en dix minutes, la marque passe de -4 à -9 (13-22, 41e). Malgré les éclairs de Sylvain Kieffer (5/7) ou la hargne d'Alric Monnier (3/5), Chartres souffre, notamment dans le défi physique, et le PSG ne relâche pas son étreinte. À l'arrivée, face au plus gros budget d'Europe, Chartres termine à onze longueurs (24-35, SF).
| Tour            | Date             | Match                                   | Score  |
| --------------- | ---------------- | --------------------------------------- | ------ |
| 1er tour        | Exempt           | Exempt                                  | Exempt |
| 2e tour         | Exempt           | Exempt                                  | Exempt |
| 3e tour         | Exempt           | Exempt                                  | Exempt |
| 32e de finale   | Exempt           | Exempt                                  | Exempt |
| 16e de finale   | 19 décembre 2015 | ESM Gonfreville l'Orcher (N1) - CMHB 28 | 21-29  |
| 8e de finale    | 6 février 2016   | USAM Nîmes Gard - CMHB 28               | 26-30  |
| Quart de finale | 24 février 2016  | CMHB 28 - Paris Saint-Germain           | 24-35  |

### Coupe de la Ligue
Pour le 1er tour de la Coupe de la Ligue, les équipes du Championnat de France sont réparties suivant leur classement lors de la saison précédente en championnat. Ainsi, deux matchs de barrages opposent les équipes classées 11e et 12e aux deux promus de ProD2 de la saison précédente. Chartres se déplace ainsi à Tremblay.
Pour l'entraîneur Pascal Mahé, le match de barrage de Coupe de la Ligue à Tremblay fait partie de la préparation : « Il s'inscrit dans la préparation et ne revêt pas un caractère d'urgence. Mais on va le prendre avec gourmandise, nous sommes des compétiteurs, si on peut gagner on va le faire. »,.
Pour ce premier match officiel de la saison, Chartres se déplace à nouveau avec plusieurs absents. Après avoir dominé le premier quart du match (5-7), Tremblay passe devant avant la mi-temps (14-10). En seconde période, Pascal Mahé décide de faire tourner son effectif et l'écart reste le même (29-25).

### Matchs officiels de la saison
Le tableau ci-dessous retrace dans l'ordre chronologique les trente rencontres officielles jouées par le Chartres MHB 28 durant la saison. Le club chartrain participe aux 26 journées du championnat ainsi qu'à trois tours de Coupe de France et une rencontre en Coupe de la Ligue.
Le bilan général de la saison est de sept victoires, deux matchs nuls et 21 défaites.

## Joueurs et encadrement technique

### Encadrement technique

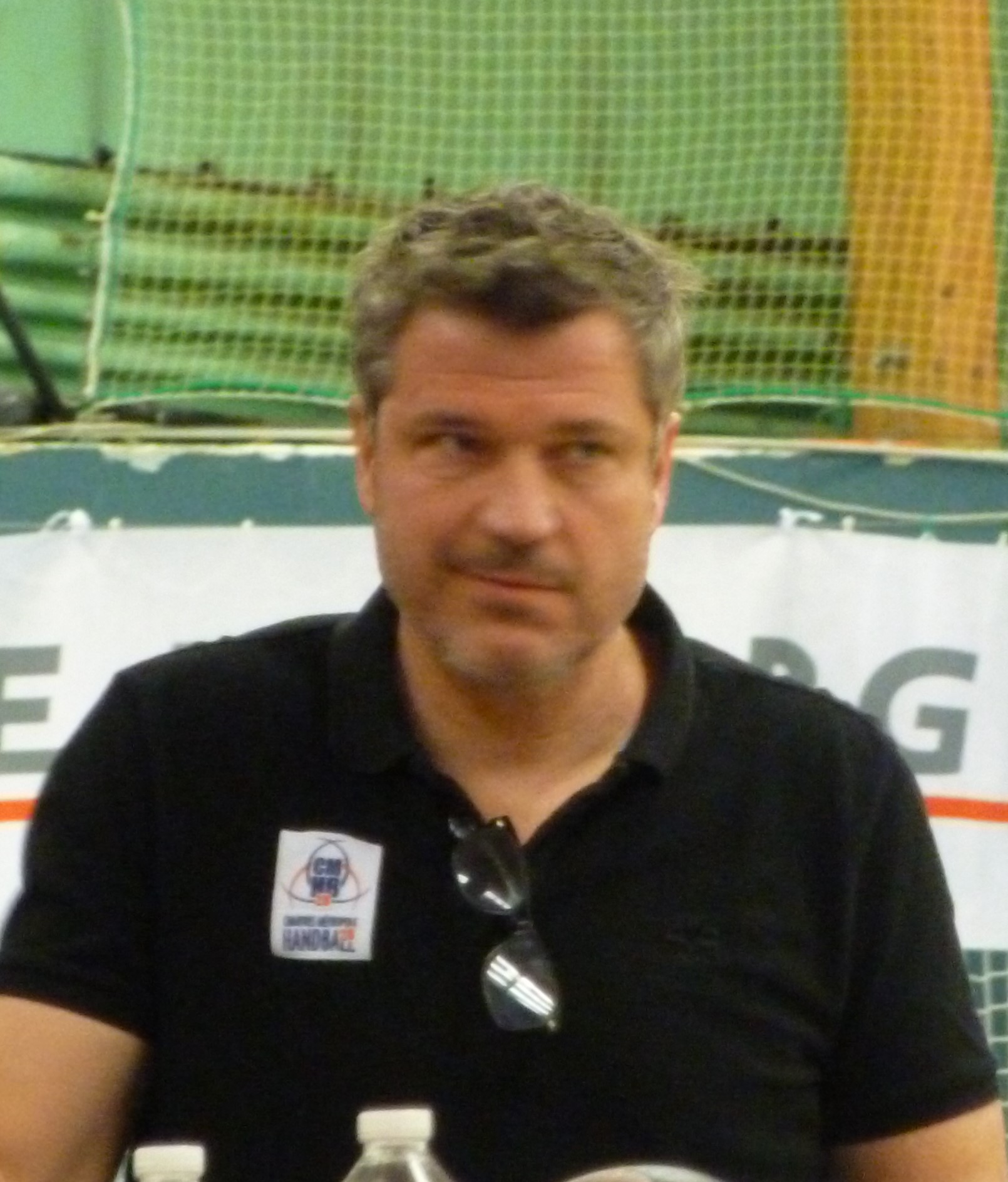
Mahé est présent au club depuis 2013.

L'encadrement de l'équipe est le même que celui de la saison précédente. Arrivé d'Allemagne en 2013, Pascal Mahé commence sa troisième saison au CMHB 28. Frédéric Salmon est adjoint de l'entraîneur de l'équipe première depuis 2008 et, par ailleurs, cadre technique fédéral au Pôle espoir de Chartres depuis 1999. À partir de cette saison, le club dispose d'un préparateur physique, Robin Moreau.

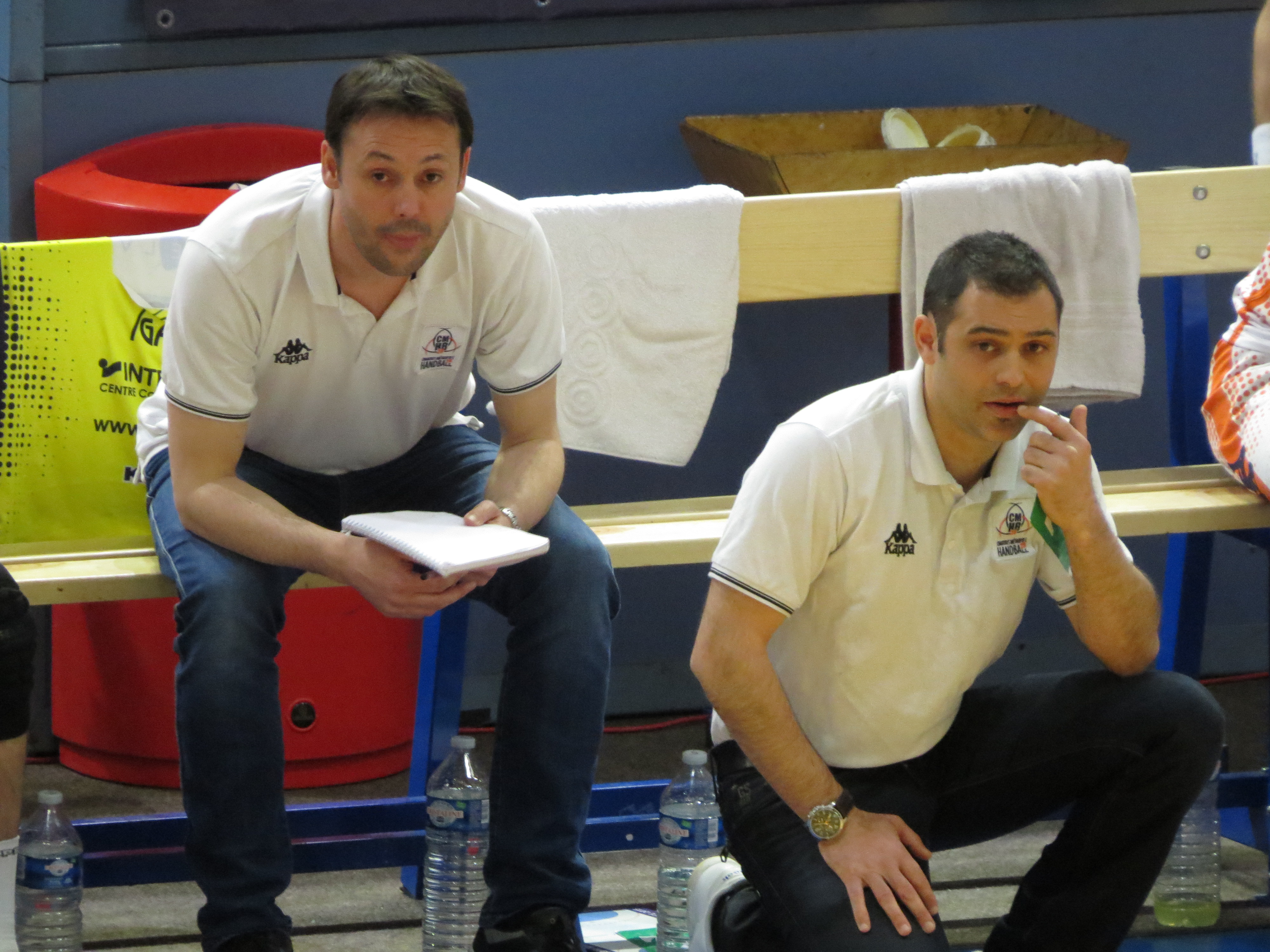
Après l’intérim de Delarue (à g.), Roussel (à d.) arrive comme entraîneur.

Fin octobre 2015, après un premier souci en mars de la même année et sept défaites en autant de matchs de LNH, Pascal Mahé est démis de ses fonctions d'entraîneur principal de Chartres Métropole Handball 28. L'intérim est confié à un tandem composé de Jérôme Delarue, l'adjoint de Mahé, lequel est assisté de Thibaut Karsenty, le manager général. Pascal Mahé est écarté de l'équipe 1 du CMHB 28 mais reste employé du club jusqu'à la fin de son contrat en juin 2016.

Un mois plus tard, fin novembre, Jérémy Roussel prend la gestion du groupe chartrain. Après avoir fait monter Aix en LNH en 2013, il entraîne alors les féminines du Metz Handball depuis 2014. Pourtant deuxième à deux points de Fleury en LFH, Roussel fait le choix surprenant de tenter d’arracher le maintien avec Chartres, lanterne rouge de D1 avec un seul point. Il s'engage pour une durée de deux ans et demi.

### Statistiques individuelles
En championnat, l'arrière/demi-centre Robin Molinié est le meilleur buteur du club avec 114 unités (48 % de réussite), devant les ailiers Sylvain Kieffer (109 à 65 %) et Maxime Arvin-Berod (70 à 69 %). Nebojša Grahovac est le plus efficace des trois gardiens chartrains avec 179 arrêts et 29 % de réussite.

### Récompenses et distinctions

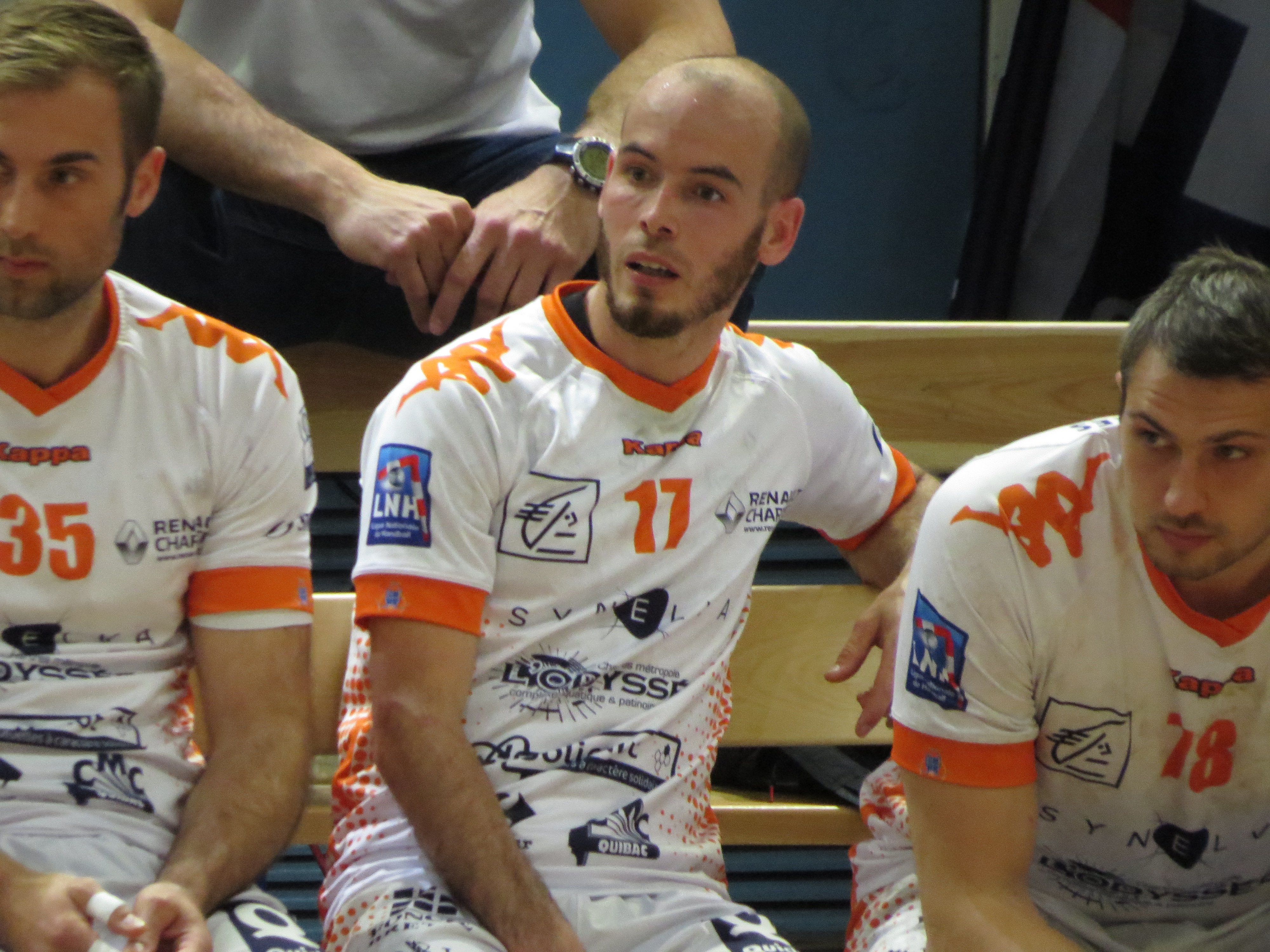
Kieffer est la révélation chartraine de la saison.

À 32 ans, Sylvain Kieffer est l’une des révélations de la première moitié de championnat en LNH 2015-2016. Ses bonnes performances lors des quatre premiers mois de la saison sont récompensées par une sélection au Hand Star Game en décembre 2015, en compagnie des meilleurs joueurs du championnat. Pour cette occasion, il est le remplaçant de Luc Abalo. Alors qu'il n'a encore jamais foulé les parquets de D1, il y fait immédiatement des étincelles. Il est, à la trêve, le meilleur buteur du CMHB28 avec 69 réalisations, dont un tiers sur penalties. Un total qui le place aussi dans le top 10 du championnat (8e).
À la fin de la saison, Kieffer est nommé parmi les trois meilleurs ailiers droit du championnat en compagnie des internationaux Luc Abalo et Dragan Gajić. Il termine à la troisième place avec (22,2 %) derrière Abalo (39,0 %) et Gajić (38,7 %),.

### Joueurs en sélection nationale
Obtenant la double nationalité franco-algérienne, Sylvain Kieffer rejoint l'équipe d'Algérie fin décembre 2015, en Serbie, pour un stage de préparation au CAN, programmé fin janvier en Égypte. Doublure de Redouane Saker, il est dans le groupe des 16 à chaque match mais n'entre pas toujours en jeu. Les Algériens obtiennent la 4e place synonyme de non-qualification au Mondial 2017, l'objectif au début de la compétition.
En plus de Kieffer, le CMHB 28 comprend plusieurs autres internationaux dans son effectif : Nebojša Grahovac (Bosnie-Herzégovine), Can Çelebi (Turquie), Davor Cutura (Serbie) ainsi que Sergueï Koudinov et Alexander Pyshkin (Russie)

## Aspects juridiques et économiques

### Éléments comptables
En juin 2015, la CNCG annonce que les Chartrains, toujours en lice pour monter en LNH, doivent néanmoins attirer de nouveaux sponsors s’ils sont promus à l’étage supérieur. Le club demande à la CNCG que sa masse salariale soit plafonnée. Sa situation nette est positive au 31 décembre 2014.
Les dirigeants voient les choses en grand pour cette première saison historique en LNH puisque le budget du club s’établit à 2,90 M€ soit 31,8 % de plus que la saison dernière, ce qui représente la plus grosse hausse de l'élite français. Malgré cette progression, Chartres n'est que le onzième budget de LNH. La masse salariale de 1,18 M€ représente 40,7 % du budget.
Pour cette première saison en LNH, le club revoit les tarifs de sa billetterie. Alors que le ticket était vendu 6 € l'année précédente en ProD2, le billet coûte 11 € pour les matches contre Cesson-Rennes, Aix, Tremblay, Créteil, Nîmes, Ivry ; 16 € pour Montpellier, Toulouse, Chambéry, Dunkerque, Nantes et Saint-Raphaël et 21 € pour le PSG. Par ailleurs, 125 places debout seront proposées, à chaque match, au prix de 8 €. La gratuité conférée aux licenciés du club jusqu'à présent et transformée en demi-tarif. Le CMHB28 bloque à 300 le nombre d'abonnements disponibles, avec un format classique (145 €) et un format prémium (165 €).

### Équipementiers et sponsors
Lors de la saison 2014-2015, le Chartres MHB28 change d'équipementier et passe chez Kappa pour trois ans. Mais ses nouvelles tenues ressemblent fortement aux précédentes. Seule différence : une bande à motifs sur les maillots blancs extérieur et ceux des gardiens. Mainvillers-Chartres handball compte alors une centaine de sponsors.
En raison de besoins financiers élevés, le CMHB 28 présente plusieurs logos sur son maillot. La Mutuelle MFTEL, la Caisse d'épargne ainsi que MMA apparaissent en plus gros accompagnés Carrefour et CMC et la région Centre. Sur les cuisses, les images des partenaires du conseil départemental d'Eure-et-Loir et de Foncia Brette sont présents.

## Affluence et télévision

### Travaux à la halle Jean-Cochet
Obligation pour accéder en première division, les tribunes de la halle Jean-Cochet doivent être équipées de places assises avec dossier et numérotées pour une capacité totale de 1.500 personnes. De plus, fini le parquet multi-tracés, le handball d'élite se joue sur un revêtement au marquage unique, bicolore. 40 mètres de LED publicitaires sont également exigés le long de la ligne de touche opposée aux bancs. Toutes les rencontres de LNH sont filmées (deux caméras) par le nouveau diffuseur de la Ligue (BeIN Sports) et deux matches sont retransmis en direct chaque semaine avec un dispositif nécessitant 5 voire 7 caméras.
Plus de 500.000 euros sont investis par la municipalité pour mettre la halle aux normes de la D1. La capacité de la salle est finalement limitée à 1.014 places assises (contre 740 auparavant) complétées de 125 debout. L'éclairage et le sol sont aussi revus.

### Retransmission télévisée
Depuis la saison 2014-2015, le championnat de France est diffusé au rythme de deux matchs par journée par beIN Sports. Les droits sont acquis pour 4 millions d'euros par an contre 1,2 million d'euros jusque-là. De plus, pour la première fois, tous les matchs de chaque journée de championnat sont filmés en intégralité, permettant ainsi la diffusion de résumés de matchs lors du magazine Hand Action et de réaliser des classements de types « plus beaux buts » et « plus beaux arrêts » pour chaque journée.
Pour le Chartres MHB 28, le seul match diffusé en direct est la première journée de championnat chez le Montpellier HB.

## Autres équipes

### Équipe réserve
L'équipe réserve intègre la poule 2 pour l'édition 2015-2016 de Nationale 2
La réserve composée de jeunes handballeurs, renforcée par la prise de recul d'anciens cadres de l'équipe première Saša Mitrović et Ghennadii Solomon, parvient à se maintenir en N2. À la fin de la saison, deux membres de l'équipe, Gael Tribillon et William Benezit, signent leur premier contrat professionnel.
Cette même saison, l'équipe 3 du club est promue en Pré-Nationale.

### Équipes jeunes
Pour 2015-2016, le club embauche un troisième éducateur aux côtés des anciens joueurs Romain Vimard et Reda Yesli. La mission est confiée à l'ancien international Sébastien Ostertag, qui met un terme à sa carrière mais reste en Eure-et-Loir. L'équipe des moins de 18 ans est engagée en championnat de France.